# پیلون
پیلون (به لاتین: Pilone) یک کوه در سوئیس است که در کانتون تیچینو واقع شده‌است. پیلون ۲٬۱۹۲ متر بالاتر از سطح دریا واقع شده‌است.